# Maricarmen Rioseco
María del Carmen Rioseco Gallegos (Mexicali, Baja California, 1960) más conocida como Maricarmen Rioseco es una activista feminista y defensora de los derechos humanos en México. Fue integrante del Consejo Consultivo del Instituto Nacional de las Mujeres y es reconocida por su trayectoria en la promoción del derecho a decidir y la incidencia en políticas públicas de igualdad de género. Ha sido distinguida por organismos como el Congreso de Baja California y la Comisión Mexicana de Defensa y Promoción de los Derechos Humanos por su trabajo a favor de mujeres y niñas en contextos de violencia.

## Trayectoria
Desde la década de 1970, Rioseco ha estado comprometida con la promoción de los derechos humanos, especialmente en el ámbito de los derechos de las mujeres. Inició su labor en procesos de formación social y comunitaria en Tijuana y Mexicali, colaborando en actividades educativas y de difusión, así como en la producción de materiales impresos dirigidos a promover la participación de jóvenes y mujeres en espacios de reflexión y organización. En 1977 cofundó el colectivo Emancipación en Mexicali, un espacio autónomo integrado por mujeres interesadas en el análisis de la condición femenina, el autoconocimiento y la defensa de los derechos sexuales y reproductivos. Esta iniciativa surgió como respuesta a la necesidad de fortalecer la participación de las mujeres en espacios de decisión, y operó de manera independiente de cualquier afiliación partidista o ideológica.
A finales de los años ochenta fue confundadora del grupo feminista Alaíde Foppa en Mexicali junto a Silvia Reséndiz, considerado el primer colectivo feminista formalmente constituido en Baja California. El grupo articuló el análisis de la condición de las mujeres con estrategias de incidencia pública, enfocándose en problemáticas como la violencia sexual, el hostigamiento laboral y las condiciones precarias que enfrentaban las trabajadoras de la industria maquiladora. Desde este espacio, Rioseco impulsó actividades de formación, reflexión colectiva y posicionamiento político, ampliando el alcance del feminismo en una región con escasa presencia de organizaciones de este tipo. En 1999, como parte del colectivo Alaíde Foppa, fue una de las voceras en el Caso Paulina, en el que una menor víctima de violación fue impedida de acceder a un aborto legal en un hospital público. El caso atrajo la atención de organismos nacionales e internacionales, incluyendo Human Rights Watch y el Sistema Interamericano de Derechos Humanos. De acuerdo con Elena Poniatowska, el colectivo redactó cartas, desplegados y posicionamientos dirigidos a autoridades estatales, desempeñando un papel clave en la denuncia pública del caso.
En 2015, su labor como defensora de derechos humanos fue documentada en el informe En defensa de la vida. Conclusiones de la Misión de Observación Civil sobre la situación de las personas defensoras en México, elaborado por una coalición de organizaciones nacionales e internacionales. En dicho informe, Baja California fue identificada como un caso paradigmático en el norte del país debido a los riesgos que enfrentan las defensoras de derechos humanos, especialmente quienes trabajan en violencia de género, desapariciones y migración. Rioseco fue una de las personas mencionadas por su trabajo dentro del Grupo Feminista Alaíde Foppa.
Durante su trayectoria, ha ocupado espacios institucionales relevantes. Como consejera social del Instituto Nacional de las Mujeres (INMUJERES), integró la Segunda Comisión Revisora del Fondo para la Transversalidad de la Perspectiva de Género, encargada de evaluar proyectos estatales con enfoque de género financiados con recursos federales. Entre 2018 y 2021, formó parte de su Consejo Consultivo, desde donde participó en el seguimiento al Programa Nacional para la Igualdad entre Mujeres y Hombres (Proigualdad).
También ha colaborado en redes como la Red de Mujeres y Hombres por una Opinión Pública con Perspectiva de Género (REDMYH A.C.) y ha participado en espacios de comunicación feminista como el programa de radio Mujeres cruzando la línea, coproducido por JASS Mesoamérica, y ha participado como ponente en foros académicos sobre la historia del feminismo en la región fronteriza, organizados por instituciones como la Universidad Autónoma de Baja California.
Durante el debate legislativo sobre la reclasificación del delito de feminicidio como homicidio con agravantes, Rioseco manifestó su rechazo al considerar que implicaría un retroceso en el reconocimiento legal de la violencia de género. Subrayó que tales reformas priorizan criterios administrativos por encima de la protección de derechos, y alertó sobre la persistencia de prácticas de revictimización en medios y en el sistema judicial. En ese contexto, exhortó a reactivar el Sistema Estatal de Prevención, Atención, Sanción y Erradicación de la Violencia contra las Mujeres en Baja California, inactivo desde 2019.
Como consejera consultiva de INMUJERES, también elaboró un posicionamiento sobre violencia política de género, donde destacó su impacto en el acceso de las mujeres a cargos públicos. El documento propuso herramientas para identificar agresiones simbólicas, psicológicas y mediáticas, y señaló ejemplos de discursos estereotipados en medios locales durante el proceso electoral en Baja California. Rioseco llamó a reconocer y sancionar estas prácticas como violencia política, e insistió en la necesidad de capacitar en perspectiva de género a quienes difunden mensajes que perpetúan la discriminación.
En 2023, su labor como activista fue mencionada en La vida en rosa. Las muertas de Mexicali, un libro que documenta diversas experiencias de mujeres en contextos de violencia estructural en la región fronteriza. La obra alude a su participación en procesos de acompañamiento y denuncia en casos de mujeres víctimas de violencia institucional, adicciones y explotación en contextos urbanos precarizados. En ese marco, Rioseco ha desarrollado trabajo de base con mujeres en situación de calle, promoviendo espacios de escucha, redes de apoyo comunitario y estrategias de incidencia pública desde una perspectiva feminista interseccional. Su intervención ha contribuido a visibilizar la ausencia de políticas efectivas de atención integral y ha impulsado la articulación de demandas colectivas frente a las omisiones del Estado.

## Reconocimientos
En 2015 fue incluida en la campaña nacional Haz que se vean, promovida por la Comisión Mexicana de Defensa y Promoción de los Derechos Humanos, en reconocimiento a su labor como defensora de derechos humanos en contextos de riesgo. En mayo de 2023, su nombre fue inscrito en una placa conmemorativa del Congreso del Estado de Baja California como parte del reconocimiento a mujeres pioneras en la vida pública de la entidad.

## Publicaciones
- El feminismo desde la frontera más alta: Tan lejos del centro y tan cerca de las gringas.

- Situación de las mujeres mexicanas en tiempos de pandemia. Consejo Nacional para Prevenir la Discriminación (CONAPRED) .